# Christian Becker-Carus
Christian Becker-Carus (* 5. Februar 1936 in Hamburg) ist ein deutscher Naturwissenschaftler, Psychologe und Schlafforscher. Er ist Prof. em. für Psychologie an der Westfälischen Wilhelms-Universität, wo er seit 1985 Direktor des Instituts für Allgemeine und Angewandte Psychologie war.

## Leben
1951–1956 erhielt Becker-Carus noch als Schüler eine künstlerische Ausbildung im Studienatelier seines Vaters Ewald Becker-Carus (Hamburg), in den Disziplinen: Aquarell, Ölmalerei, Studien vor der Natur, Zeichnen, Kaltnadelradierung und Metall-Treibarbeiten.
Becker-Carus studierte an der Universität Hamburg zunächst Zoologie, Botanik und Chemie (mit Philosophie, Pädagogik).
1959 legte er die Prüfung im Philosophicum bei Carl Friedrich von Weizsäcker ab. 1962 bestand er das Staatsexamen für das höhere Lehramt.
1964 promovierte Becker-Carus bei Curt Kosswig zum Dr. rer. nat. Parallel absolvierte er ein Zweitstudium in Psychologie. 1967 legte er in dem Fach die Diplomprüfung ab. 1972 erfolgte die Habilitation im Fach Psychologie an der Universität Düsseldorf bei Gustav A. Lienert.
1966–1968 war Becker-Carus als Lehrbeauftragter und wissenschaftlicher Assistent am Psychologischen Institut der Universität Hamburg tätig. 1968–1974 war er Leiter der Arbeitsgruppe Experimentelle Elektrophysiologie am Max-Planck-Institut für Psychiatrie (München). 1972–1973 lehrte er Physiologische Psychologie an der Universität Regensburg, und 1972–1974 an der Universität Düsseldorf, wo er mit Gustav A. Lienert das Ausbildungsfach Medizinische Psychologie für Mediziner ins Leben rief.
1974 bekam er die Berufung zum Professor für Physiologische Psychologie und zum Leiter der Abteilung für Physiologische Psychologie an der Universität Tübingen. Im selben Jahr erfolgte der Aufbau des ersten Psychophysiologischen Schlaflabors in Deutschland. Weiterhin hatte er die Leitung des Tierlabors mit Studien zur Lernpsychologie inne. 1974–1980 wurde er mit der Leitung und Durchführung des „Innovationsprojekt Nichtsesshaftenhilfe“ der Europäischen Gemeinschaft an der Universität Tübingen beauftragt. 1975 wurde Becker-Carus zum Direktor des Psychologischen Instituts gewählt. 1978 Berufung zum ordentlichen Professor und Direktor am Psychologischen Institut der Universität Münster und Leiter der Arbeitsgruppe für Allgemeine und Angewandte Psychologie. Dort erfolgte die Errichtung und Leitung des psychophysiologischen Schlaflabors, bei dem bald darauf auch Patientenversorgung möglich war. 1978–2002 betrieb Becker-Carus, in Kooperation mit dem Naturzoo Rheine, Delphinarium (Münster) und Allwetterzoo Münster, den Aufbau und die Leitung der Experimentell-Tierpsychologischen Station am Fachbereich Psychologie, über Kognitionslernen. 1979 erwarb er die Qualifikation Hypnose und 1997 die Qualifikation Somnologie (Schlafforschung).
1980–1981 war Becker-Carus Dekan des Fachbereichs Psychologie der Universität Münster. Von 1985 bis 2001 war er Direktor und Leiter des neu gegründeten Psychologischen Instituts II für Allgemeine und Angewandte Psychologie der Universität Münster, sowie Leiter des aus dem Schlaflabor weiterentwickelten und von der Deutschen Gesellschaft für Schlafforschung und Schlafmedizin (DGSM) akkreditierten Schlafmedizinischen Zentrums (Psychologischen Abteilung) der Universität Münster. 1989 Gründung der Gesellschaft zur Förderung von Diagnostik und Therapie bei Schlafstörungen (GFS). 2001 wurde das Schlafzentrum in die Medizinische Fakultät an das Universitätsklinikum Münster, Klinik und Poliklinik für Neurologie als neue Sektion Schlafmedizin übertragen.

## Wissenschaftliche Leistungen
Schwerpunkte der interdisziplinären Forschung von Becker-Carus waren biologisch-neurowissenschaftliche Fragestellungen in den Themenbereichen: Wahrnehmung und Handeln: visumotorische Plastizität und Sinnesdominanz, Lernen und Gedächtnisentwicklung bei Tier und Mensch, Auswirkungen der Tagesperiodik, Early Experience und Wahrnehmungsentwicklung, ethologische Motivationsforschung, Stressbelastung und Psychophysiologie des Schlafes, sowie pharmakologische und neue kognitive Therapieansätze bei chronischen Schlafstörungen.
Becker-Carus war Gründer des Schlaflabors an der Universität Tübingen (1974) mit ersten systematischen Schlafuntersuchungen. Er war Begründer des Schlaflabors der Universität Münster (1978). Becker-Carus war Mitbegründer der Deutschen Gesellschaft für Schlafforschung und Schlafmedizin. Becker-Carus war wissenschaftlicher Beirat der Zeitschrift natur+kosmos und der Zeitschrift Somnologie. Becker-Carus ist Mitglied verschiedener führender wissenschaftlicher Gesellschaften. Er ist Herausgeber der Buchreihe „Forum Stress- und Schlafforschung“, Mitherausgeber von „Kompendium Schlafmedizin“, ständiger Mitarbeiter am Dorsch Psychologisches Wörterbuch, sowie Autor verschiedener Bücher.

## Auszeichnungen
- 1972 Ernennung zum Privatdozenten
- 1980 Ernennung zum Dekan des Fachbereichs Psychologie der Universität
- 1985 Ernennung zum Visiting Research Professor of Psychology an der Binghamton University (State University of New York) (USA)
- 2009 Traumpreis der Deutschen Gesellschaft für Schlafforschung und Schlafmedizin (DGSM) und Ernennung zum Ehrenmitglied.

## Mitgliedschaften

### Wissenschaftliche Mitgliedschaften
- Deutsche Gesellschaft für Psychologie (DGPs)
- Deutsche Zoologische Gesellschaft (DZG)
- European Brain and Behaviour Society (EBBS)
- Deutsche Gesellschaft für Psychophysiologie und ihre Anwendung (DGPA)
- Gesellschaft Deutscher Naturforscher und Ärzte (GDNÄ)
- Deutsche Gesellschaft für Schlafforschung und Schlafmedizin (DGSM)
- Gesellschaft zur Förderung von Diagnostik und Therapie von Schlafstörungen (GSF) (Vorsitz bis 1994)
- Verein zur Förderung Neurologischer Diagnostik und Therapie (Vorsitzender)

### Weitere Mitgliedschaften/Tätigkeiten
- Verein zur Förderung der Waldorfpädagogik in Münster (Vorstandsmitglied)

Die 1983 eröffnete Freie Waldorfschule Münster begründete er mit. Weiterhin war er Mitplaner und Gestalter des dortigen Schulneubaus, der 1993 eingeweiht wurde.
- Gründungs- und Vorstandsmitglied der Initiative zur Erforschung und Förderung des biologisch-dynamischen Landbaus, Entrup 119 e.V.

1996 war er Mitbegründer des Demeter-Bauernhofes (heute „Gärtnerhof Entrup eG“) bei Altenberge.
- Mitglied des Bund für Umwelt und Naturschutz Deutschland e. V. (BUND) Altenberge.